# Terra do Nunca (álbum)
Terra do Nunca é o segundo álbum ao vivo e o primeiro DVD do cantor Dilsinho, lançado no dia 31 de janeiro de 2019 pela gravadora Sony Music. O álbum recebeu disco de ouro pela Pro-Música Brasil.

## Lista de faixas
| N.º | Título                                                                           | Compositor(es)                                                                                            | Duração |  |
| 1.  | "Me Belisca"                                                                     | Diogo Melim / Rodrigo Melim / Gabriel Cantini                                                             | 3:15    |  |
| 2.  | "Refém"                                                                          | Pedro Felipe / Thiago Silva / Matheus Santos                                                              | 4:12    |  |
| 3.  | "Já Que Você Não Me Quer Mais"                                                   | Matheus Santos                                                                                            | 5:01    |  |
| 4.  | "Péssimo Negócio"                                                                | Bruno Caliman                                                                                             | 3:21    |  |
| 5.  | "Telecine"                                                                       | Matheus Santos                                                                                            | 3:21    |  |
| 6.  | "Ioiô" (feat. Ivete Sangalo)                                                     | Diogo Melim / Rodrigo Melim / Gabriel Cantini / Marco Esteves                                             | 3:38    |  |
| 7.  | "Pot-Pourri: Nas Nuvens / Quando a Gente Ama / Me Espera" (feat. Sorriso Maroto) | Arnaldo Saccomani / Marcus Vinicius / Ricardo Anthony / Thais Nascimento / Valtinho Jota / Matheus Santos | 6:20    |  |
| 8.  | "Pouco a Pouco" (feat. Sorriso Maroto)                                           | Rodrigo Melim / Brunno Gabryel                                                                            | 3:16    |  |
| 9.  | "12 Horas"                                                                       | Pedro Felipe / Thiago Soares / Matheus Santos                                                             | 3:51    |  |
| 10. | "Terra do Nunca"                                                                 | Dilsinho / Bruno Cardoso / Bruno Caliman / Lelê                                                           | 3:45    |  |
| 11. | "Controle Remoto"                                                                | Pedro Felipe / Rapha Oliveira / Rodrigo Príncipe                                                          | 3:57    |  |
| 12. | "Trovão"                                                                         | Matheus Santos                                                                                            | 3:41    |  |
| 13. | "Pot-Pourri: Cansei de Farra / Se Quiser"                                        | Dilsinho / Pedro Felipe / Matheus Santos                                                                  | 5:29    |  |
| 14. | "Futuro e Presente" (feat. Ferrugem e Mumuzinho)                                 | Dilsinho / Munir Trad / Pedro Felipe                                                                      | 3:35    |  |
| 15. | "Dúvida Cruel"                                                                   | Dilsinho / Pedro Felipe                                                                                   | 3:10    |  |
| 16. | "Nossa Lua" (feat. Léo Santana)                                                  | Rapha Lucas                                                                                               | 3:12    |  |
| 17. | "Piquenique"                                                                     | Dilsinho / Matheus Santos / Pedro Felipe                                                                  | 4:31    |  |
| 18. | "Santo Forte" (feat. Luan Santana)                                               | Kleber Paraiba / Matheus Santos                                                                           | 3:09    |  |
| 19. | "Um Minuto / Calma Amor"                                                         | Thiaguinho / Rodriguinho / Ah! Mr. Dan / Bomba / Oscar Tintel                                             | 3:46    |  |
| 20. | "Puxadinho"                                                                      | Cleitinho Persona / Elizeu Henrique / Matheus Santos                                                      | 3:32    |  |
| 21. | "Rola Um Love" (feat. Kevinho e Dennis DJ)                                       | Dilsinho                                                                                                  | 2:17    |  |
| 22. | "Refém" (feat. Dennis DJ)                                                        | Pedro Felipe / Thiago Silva / Matheus Santos                                                              | 3:09    |  |